# Chionaema haemacta
Chionaema haemacta là một loài bướm đêm thuộc phân họ Arctiinae, họ Erebidae.